# Fedje
Fedje est une île et une commune située dans le landskap de Nordhordland ans le comté de Vestland, en Norvège. Sa population en 2007 est d'environ 660 habitants. L'île compte une école, une poste, un supermarché, deux baleiniers ainsi qu'un important centre de surveillance maritime.
C'est au large de cette île que s'est terminée l'Opération Caesar en 1945 et qu'a eu lieu le naufrage du MS Server en 2007, près du phare d'Hellisøy.